# مریم یعقوبوا (بازیگر)
مریم یعقوبُوا (ازبکی: Maryam Yoqubova؛ ۹ اکتبر ۱۹۰۹ – ۲ فوریه ۱۹۸۷) بازیگر ازبک در دوران شوروی بود. از فیلم‌هایی که او در آنها بازی کرده‌است می‌توان به فیلم پسر بازیگوش اشاره نمود.